# سامی دیویس
سامی دیویس (انگلیسی: Sammi Davis؛ زادهٔ ۲۱ ژوئن ۱۹۶۴) یک هنرپیشه اهل بریتانیا است. وی از سال ۱۹۸۶ میلادی تاکنون مشغول فعالیت بوده‌است.
از فیلم‌ها یا برنامه‌های تلویزیونی که وی در آن نقش داشته است می‌توان به امید و افتخار، لانه کرم سفید اشاره کرد.